# Loch Dubh Shleiteabhal
Loch Dubh Shleiteabhal ist ein Süßwassersee auf der schottischen Hebrideninsel Lewis and Harris beziehungsweise in der traditionellen Grafschaft Inverness-shire.

## Beschreibung
Der See liegt auf Harris, dem Südteil der Doppelinsel Lewis and Harris, auf einer Höhe von 47 Metern über dem Meeresspiegel. Er zählt zu den zahlreichen kleinen Seen, die Südharris bedecken und liegt direkt östlich des bedeutend größeren Loch Langavat. In einer äußerst dünn besiedelten Region gelegen, sind die Ufer von Loch Dubh Shleiteabhal unbesiedelt. Die nächstgelegenen Siedlungen sind das vier Kilometer südöstlich gelegene Finsbay und das fünf Kilometer südwestlich gelegene Leverburgh. Loch Dubh Shleiteabhal ist nicht durch Straßen erschlossen. Etwa zwei Kilometer südlich verläuft die nächste befestigte Straße und bei Leverburgh ist die A859 erreichbar, die Hauptverkehrsstraße der Insel.
Der Loch Dubh Shleiteabhal weist eine maximale Länge von 0,35 Kilometern bei einer maximalen Breite von 0,30 Kilometern auf, woraus sich eine Seefläche von sechs Hektar und ein Umfang von einem Kilometer ergeben. Die mittlere Tiefe des Loch Dubh Shleiteabhal beträgt 5,2 Meter, woraus ein Volumen von 319.011 Kubikmetern resultiert. Sein Einzugsgebiet umfasst 21 Hektar und besteht zu etwa 63 % aus Gras- und Heidelandschaften, während Grundwasser 10,5 % des Zuflusses ausmacht. Das Einzugsgebiet erstreckt sich im Wesentlichen nach Norden. Der See verfügt über keine benannten Zuflüsse. Vom Südufer fließt ein unbenannter Bach ab, der über mehrere Seen und Bäche bei Finsbay in den Loch Finsbay, eine Bucht an der Schottischen See, mündet. Vom Westufer fließt ein weiterer Bach ab, der über den Loch Langavat bei Leverburgh in den Atlantik entwässert.